# Anna Abrahams

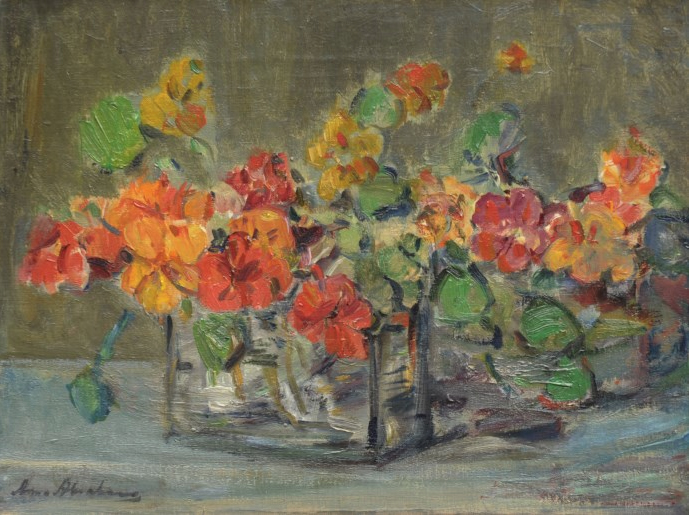
Stilleven

Anna Abrahams (ur. 16 czerwca 1849 w Middelburgu, zm. 18 stycznia 1930 Hadze) – holenderska malarka specjalizująca się w malowaniu martwej natury.

## Życiorys
Anna Abrahams urodziła się 16 czerwca 1849 roku w Middelburgu . Jako dziecko pobierała prywatne lekcje rysunku u malarza marynistycznego Jana Frederika Schütza Starszego . Od ok. 1866 roku uczyła się w szkole dla dziewcząt z internatem w Oosterbeek, gdzie kontynuowała naukę rysunku m.in. u Marii Vos (1824–1906) i Adriany Haanen (1814–1895) . Najprawdopodobniej była również uczennicą Barenda Leonardusa Hendriksa (1830–1899) .
W 1877 roku Abrahams przeprowadziła się do Hagi, gdzie podjęła studia na Królewskiej Akademii Sztuk Pięknych (niderl. Koninklijke Academie van Beeldende Kunsten) i jednocześnie pracowała dla malarza Petrusa van der Veldena (1837–1913) . Malowała przede wszystkim obrazy i akwarele przedstawiające kwiaty i owoce, rzadziej portrety i krajobrazy . Znała się z Hendrikem Willemem Mesdagiem (1831–1915) i jego żoną Sientje van Houten (1834–1909), która miała wpływ na wczesne prace artystki . We wczesnym okresie Abrahams stosowała ciemną, „ciężką” kolorystykę a przedmiotem jej twórczości były ciemne, duże przedmioty . Ok. 1880 roku zaczęła rozjaśniać paletę i przedstawiać delikatne, lekkie przedmioty i kwiaty . W 1882 roku zaczęła wystawiać swoje prace, jej obrazy pokazywano m.in. w Paryżu, Berlinie, Düsseldorfie i Brukseli, a także na targach światowych w Chicago w 1893 roku . Jej twórczość została doceniona na przełomie wieków, m.in. przez holenderskich krytyków sztuki Johana Grama (1833–1914) i Alberta Plasschaerta (1874–1941) . Dzieła Abrahams znajdują się m.in. w Stedelijk Museum w Amsterdamie, Zeeuws Museum w Middelburgu, Museum Boijmans Van Beuningen w Rotterdamie i Kröller-Müller Museum w Otterlo.
Zmarła 18 stycznia 1930 roku w Hadze .